# Cleanin' Out My Closet
Cleanin' Out My Closet è un singolo del rapper Eminem, pubblicato il 29 luglio 2002 come secondo estratto dal quarto album in studio The Eminem Show.
Il brano fa anche parte del greatest hits del rapper, Curtain Call (2005). Un'altra versione del brano contiene un campionamento dei Blondie, quello di "Atomic". Questo è uno dei brani più significativi per il rapper di Detroit.
Il 28 febbraio 2018, la RIAA lo certifica singolo di multiplatino, avendo venduto oltre due milioni di copie nel mercato statunitense.

## Descrizione
Il brano, a differenza del precedente singolo dell'album Without Me, non è a sfondo umoristico, poiché il titolo della canzone, che in italiano diverrebbe "Pulizie nel mio armadio", lascia immediatamente capire l'intenzione di Eminem: sbarazzarsi dei suoi "scheletri nell'armadio" e cioè portare la verità alla luce elencando le esperienze familiari, dall'abbandono da parte del padre quando era ancora in fasce (lasciando trasparire in lui un dubbio, la sofferenza che gli ha arrecato l'abbandono, come dice nella canzone, " I wonder if he even 
kissed me goodbye", e cioè " mi chiedo se mi abbia dato il bacio d'addio", sentimento d'abbandono che reprime subito dopo attraverso la rabbia dicendo "No I don't, on second thought I just fucking wished he would die", " Anzi no, non me lo chiedo, pensandoci bene desideravo solo che morisse"), alla continua assunzione di droghe della madre a partire da quando Marshall era solo un ragazzino, che però tiene a precisare " Non avrei mai insultato mia madre solo per avere maggiore fama", ma in questa canzone ha però deciso di liberarsi. Alla fine dell'ultima strofa della canzone Eminem rivela un ulteriore dolore inflittogli dalla madre; alla morte di Ronnie, lo zio che per Marshall era in realtà come un fratello al quale era molto legato data la poca differenza di età, la madre lascia in lui un altro doloroso ricordo che Eminem esprime con le parole " Remember when Ronnie died and you said you wished it was me? Well guess what, I am dead, dead to you as can be", "Ricordi quando Ronnie morì e tu dicesti che avresti voluto che fossi stato io al suo posto? Indovina un po', io sono più morto che mai per te".